# 毛呂山町
毛呂山町（日语：／ Moroyama machi */?）是日本埼玉縣西南部的町，人口約3万9千人。

## 交通

### 鐵路
東武鐵道
- 越生線：川角站 - 武州長瀨站 - 東毛呂站

東日本旅客鐵道
- 八高線：毛呂站